# Festivus

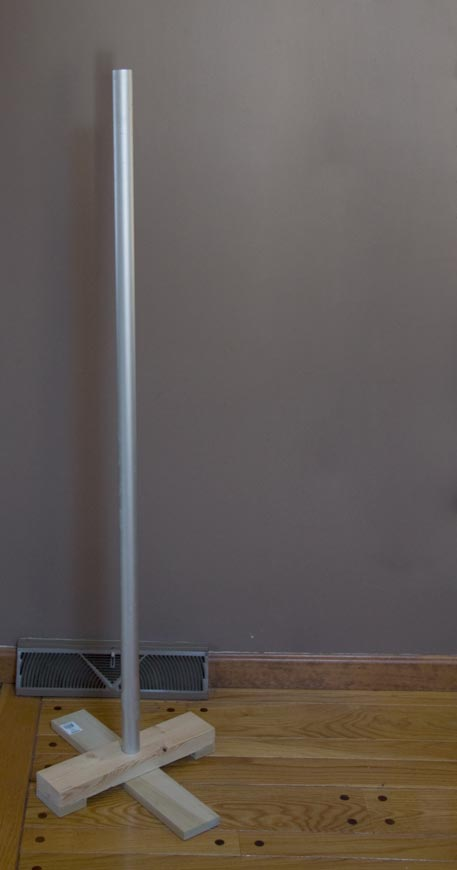
Festivus-stång.

Festivus är en sekulär högtid gjord populär av Frank Costanza (spelad av Jerry Stiller) i TV-serien Seinfeld.
Festivus hålls årligen den 23 december. Den skapades som ett svar på de andra amerikanska kommersiella högtiderna. Sloganen för festivus lyder "A Festivus for the rest of us". En aluminiumstång används som ersättning för julgranar och andra juldekorationer. De som deltar måste ställa upp på "Airing of Grievances" där man ventilerar på vilka sätt den man riktar sig till har gjort en besviken under det gångna året. Efter festivusmiddagen genomförs The Feats of Strength där husets överhuvud utmanar någon på brottningsmatch och högtiden inte avslutas förrän den utmanade vunnit på fall.